# قناة السلام
قناة السلام هي بداية مجموعة محطات فضائية إسلامية تبث من مدينة مومباي في الهند. بدأ بث القناة في 21 من شهر يناير عام 2006.
تبث القناة 24 ساعة وسبعة أيام في الأسبوع، و70% تقريباً من بثها هو باللغة الإنجليزية، أما الباقي فهو باللغات الأردو واللغة الهندية واللغة البنغالية.

## الموظفين والمقدمين[1]

### من الهند
- ذاكر نايك
- محمد نايك
- محمد جعفر القرشي
- فايز عبد الرحمن
- عبد الكريم باريخ
- سناء الله مدني
- شميم فوزي
- عبد الباسط مدني
- شيخ نور

### من الولايات المتحدة الأمريكية
- يوسف إستس
- ياسر قاضي
- ياسر فزاقا
- عمار امونيت
- عبد الله حكيم كويك

### من كندا
- بلال فيلبس
- جمال بدوي
- سعيد رجيه

### آخرون
- عبد الرحيم غرين.
- حسين يي.
- اسرار أحمد.
- جعفر إدريس.
- سالم العمري.

## البرامج
Gulshan-e-Eemaan يأتي هذا البرنامج في القناة الاردية من الاثنين والأربعاء والجمعة
وتوجد البرامج الإنجليزية والهندية والاردية في http://www.peacetv.in/ والبنغالية في http://www.peacetvbangla.com/